# Клайв Игълтън
Клайв Игълтън (на английски: Clive Egleton) е британски писател на бестселъри в жанра шпионски трилър.

## Биография и творчество
Клайв Фредерик Уилям Игълтън е роден на 25 ноември 1927 г. в Хароу, Англия, в семейството на Фридрих и Роуз Игълтън. Учи в училище „Haberdashers“ ASKE в Лондон през 1938 – 1944 г.
След завършването се насочва към военната кариера. Още непълнолетен започва като танкист в Кралския брониран корпус през 1945 – 46 г., става лейтенант и пехотен взводен командир в Стафордширския полк в Индия през 1946 – 48 г., после офицер от траспорта в Япония 1949 – 51 г., командир на противотанков взвод в Ирландия и Германия през 1952 г. Повишен е в капитан и е изпратен в Египет и Либия, а през 1955 – 56 г. е агент от разузнаването в Кипър. През 1957 г. завършва военната академия в Кембърли, Съри, след което е изпратен в Персийския залив през 1958 – 59 г. От 1960 до 1970 г. е майор в частите в Англия, Кения, Уганда и Германия. През 1970 г. е повишен в чин подполковник и е изпратен в Нотингам, Англия, където през 1975 г. се пенсионира от действащата армия.
На 9 април 1949 г. се жени за Джоан Евелин Лейн (поч.1996 г.), редактор. Имат двама сина – Чарлз и Ричард.
В края на 60-те години, въз основа на богания си опит в армията, в разузнаването и контраразузнаването, решава да започне да пише романи. През 1970 г. излиза първият му трилър „A Piece of Resistance“ от серията „Гарнет“, а другите два през следващата година.
Големият му успех идва през 1973 г. с шпионския трилър „Seven Days to a Killing“ от серията „Цедрик Харпър“. Романът е адаптиран през 1974 г. във филма „The Black Windmill“ с участието на младия Майкъл Кейн.
През 1974 г. излиза романът му „The October Plot“, за опита за покушение на заместника на Хитлер – Мартин Борман. Той става международен бестселър. Успехът на книгата и след това на филма дават възможност на Игълтън да напусне армията и да се отдаде на писателското си поприще.
Един от следващите му романи „Escape to Athena“ е филмиран през 1979 г. под същото име с участието на Роджър Мур.
През 1981 г. отново е поканен в армията и работи като държавен служител в дирекция „Сигурност“ на Министерството на отбраната до 1989 г.
През 1993 г. започва да пише най-известната си серия романи от серията „Питър Аштън“. Аштън е топ-агент на английското разузнаване, който разследва най-заплетените шпионски конспирации.
Клайв Игълтън се смята за един от водещите писатели на трилъри във Великобритания. Книгите му са преведени на петнадесет езика.
Игълтън е бил член на Обществото на авторите на криминални романи. Обичал е да пътува и да се занимава с градинарство.
Клайв Игълтън умира през март 2006 г. в Бийч Хаус Лейн, Бембридж, остров Уайт.

## Произведения

### серия „Гарнет“ (Garnett)
1. A Piece of Resistance (1970)
2. Last Post for a Partisan (1971)
3. The Judas Mandate (The Last Refuge) (1971)

### серия „Цедрик Харпър“ (Cedric Harper)
1. Seven Days to a Killing (The Black Windmill) (1973)
2. Skirmish (1975)
3. The Mills Bomb (1978)
4. A Different Drummer (1985)

### серия „Чарлс Уинтър“ (Charles Winter)
1. The Winter Touch (The Eisenhower Deception) (1981)
2. The Russian Enigma (1982)
3. Pandora's Box (2008)

### серия „Питър Аштън“ (Peter Ashton)
1. Hostile Intent (1993)
2. A Killing in Moscow (1994)
3. Death Throes (1994)
4. A Lethal Involvement (1995)
5. Warning Shot (1996)
6. Blood Money (1997)
Кървави пари, изд.: „Атика“, София (1999), прев. Ралица Славчева
7. Dead Reckoning (The Warmongers) (1999)
8. The Honey Trap (2000)
9. One Man Running (2001)
10. Cry Havoc (2002)
11. Assassination Day (2004)
12. The Renegades (2005)

### Самостоятелни романи
- The October Plot (The Bormann Brief) (1974)
- State Visit (1976)
- The Rommel Plot (1977) – под псевдонима Джон Тарант
- The Clauberg Trigger (The Alsos Mission) (1978) – под псевдонима Джон Тарант
- Backfire (1979)
- Escape to Athena (1979) – под псевдонима Патрик Блейк
- Double Griffin (The Skorzeny Project) (1981) – под псевдонима Патрик Блейк
- China Gold (Operation Sovereign) (1982) – под псевдонима Джон Тарант
- A Falcon for the Hawks (1982)
- A Conflict of Interests (1983)
- Troika (1984)
- Picture of the Year (1987)
- Gone Missing (Missing from the Record) (1988)
- Death of a Sahib (1989)
- In the Red (1990)
- Last Act (1991)
- A Double Deception (1992)
- A Spy's Ransom (2003) – под псевдонима Джон Тарант
- Never Surrender (2004)
- A Dying Fall (2004)
- The Sleeper (2005)
- The Loner (2006)
- The Presidential Affair (2007)